# Etanal
Etanal ou Acetaldeído é o aldeído de fórmula química C2H4O. Ele é um líquido incolor, acre, que ferve aproximadamente à temperatura ambiente, é o produto metabólico primário do etanol na sua rota de conversão a ácido acético. É produzido pela enzima álcool desidrogenase, que ocorre principalmente no fígado, mas também, em pequena quantidade, na retina.

## Ocorrência natural
Também contribui para o odor das frutas maduras.

## Produção
Em 2003, a produção global foi de aproximadamente 106 toneladas/ano.  O principal método de produção é a oxidação de etileno via o processo Wacker:
2 CH2=CH2  +  O2   →   2 CH3CHO
Alternativamente, hidratação de acetileno, catalisado por sais de mercúrio resulta em etenol, o qual tautomeriza-se a acetaldeído. Esta rota industrial foi dominante anteriormente ao processo Wacker Ele também é preparado em pequenas escalas tanto pela desidrogenação quanto pela oxidação catalíticas (por contato com cobre, prata ou platina aquecidos) de etanol. Respectivamente:
C2H5OH → C2H4O + H2
C2H5OH + [O] → C2H4O + H2O

## Questões no metabolismo humano
O acetaldeído é um dos agentes responsáveis pela ressaca, embora existam também numerosas e complexas contribuições interrelacionadas provenientes das alterações fisiológicas que ocorrem quando o corpo responde a níveis anormalmente altos de etanol e à narcose suave, ao desequilíbrio ácido e à desidratação que ele induz.
O Acetaldeído é metabolizado no organismo pela enzima Aldeído-Desidrogenase-2 , que o converte em acetato. Quando a quantidade de álcool ingerida é maior do que a capacidade de metabolização do aldéido ocorre uma acumulação desta substância no organismo o que pode gerar vermelhidão facial, cefaléia, taquicardia, tontura e náuseas. Grande parte da população oriental possui deficiência desta enzima o que faz com que, nestes indivíduos, os efeitos do acúmulo de acetaldeído no organismo seja sentido precocemente. Existem estudos que indicam que devido a esta deficiência, as populações orientais tem uma menor probabilidade de desenvolver alcoolismo.
O álcool desidrogenase está presente no nosso corpo porque necessitamos metabolizar o álcool produzido em pequenas quantidades pela digestão e quebra dos carboidratos e, em grandes quantidades pelas bactérias em nosso intestino.